# Churel
La Churel, nota anche come Petni e Shakchunni (hindi: चुड़ैल cuṛēl, urdu: چڑیل , bengalese: চুড়েল cuṛēl / পেত্নী pētnī / শাকচুন্নী śakcunnī, nepalese: किचकन्या kichkanya / किचकण्डी kichkandi / किचकन्नी kichkanni ), è una creatura leggendaria dall'aspetto di donna, presente nel folclore dell'Asia meridionale e del Sud-est asiatico.

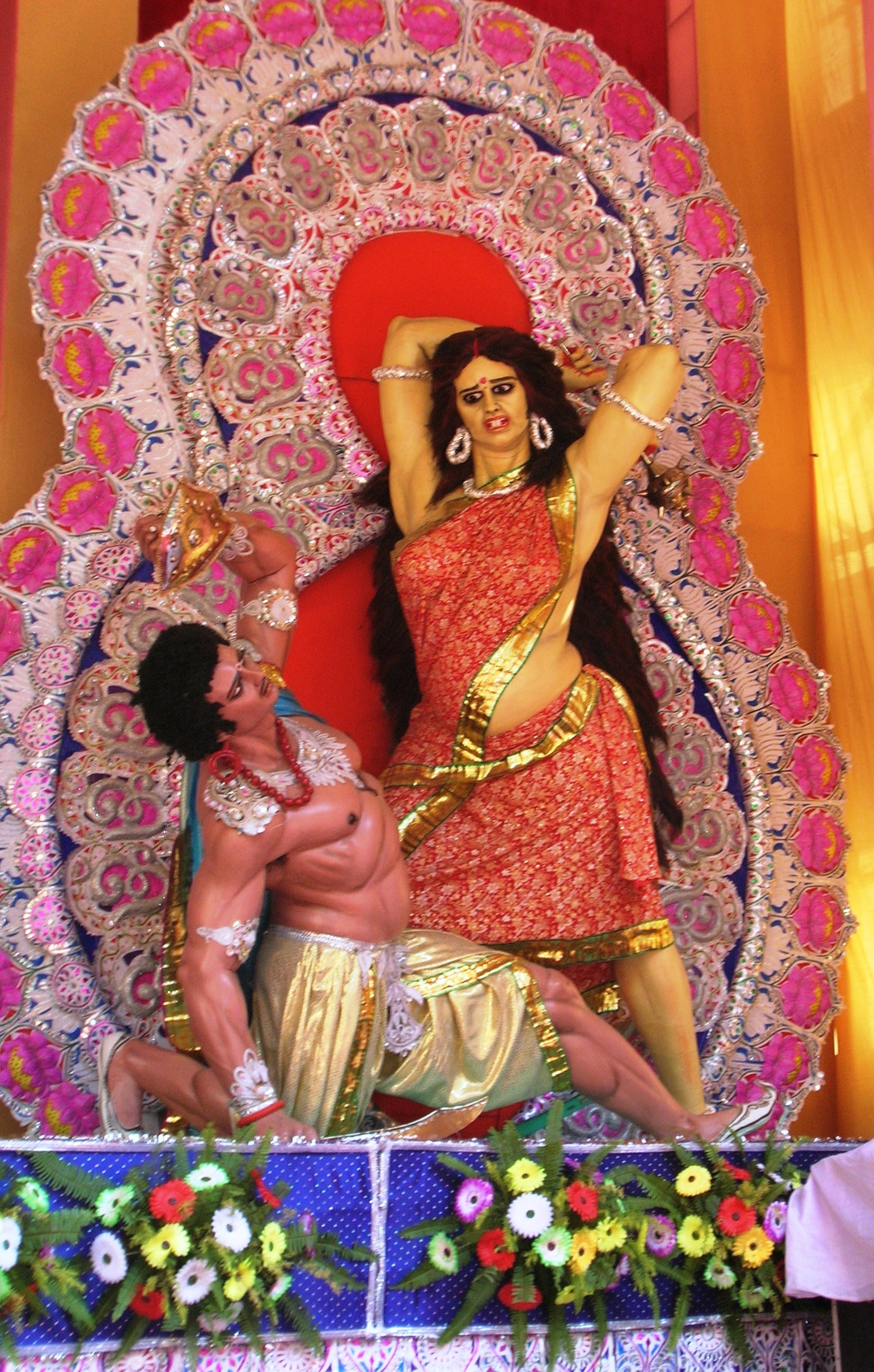
Secondo la credenza hindu, le churel possono diventare dakini e servire la dea Kali.

É generalmente descritta come "il fantasma di un essere vivente impuro", ma poiché si dice che si aggrappi spesso agli alberi, è anche chiamata "spirito dell'albero". Secondo alcune leggende, una donna morta in modo crudele tornerà come Churel per vendicarsi, prendendo di mira in particolare i maschi della sua famiglia.
La Churel è per lo più descritta come estremamente brutta e ripugnante, ma possiede la capacità di cambiare forma e di trasformarsi in una donna bellissima per attirare gli uomini nei boschi o sulle montagne, dove li uccide o ne succhia la forza vitale e la virilità, trasformandoli in vecchi. Si crede che i suoi piedi siano girati al contrario, con le dita rivolte all’indietro.
Esistono molti rimedi popolari e detti che spiegano come liberarsi dalle Churel e diverse misure per impedire il loro ritorno in vita. La famiglia di una donna morta in modo traumatico, tragico o innaturale, può eseguire rituali speciali per evitare che la vittima possa tornare come Churel. I cadaveri delle sospettate di poter diventare Churel vengono sepolti con un metodo e una postura particolari in modo da impedirne il ritorno.
La Churel è nota con nomi diversi a seconda dei paesi: Pichal Peri nella regione del Punjab in India e in Pakistan, Petni/Shakchunni nella regione del Bengala e Pontianak in Malesia e Indonesia. Il termine Churel è spesso usata colloquialmente o erroneamente per indicare una strega in India e Pakistan. 
Le Churel sono citate nella letteratura, nel cinema, nella televisione e nella radio contemporanei, con numerosi riferimenti alle loro attività. Esistono ancora segnalazioni di presunti avvistamenti nelle aree rurali del Sud-est asiatico.

## Origine e diffusione
Si ritiene che la leggenda delle Churel abbia avuto origine in Persia, dove veniva descritta come lo spirito di una donna morta con "desideri fortemente insoddisfatti".
Nel sud-est asiatico la Churel è ritenuta il fantasma di una donna morta durante il Diwali, durante la gravidanza, il parto, o il cosiddetto "periodo di impurità" (coincidente in molte credenze indiane con il ciclo mestruale e nei dodici giorni successivi al parto). 
La tribù dei Korwa di Mirzapur crede che se una donna muore nella stanza del parto diventa una Churel. I Patari e i Majhwar ritengono che se una ragazza muore durante la gravidanza o durante il periodo di impurità diventa una Churel e appare sotto forma di una graziosa bambina vestita di bianco, che seduce gli uomini e li porta sulle montagne. L'unico modo per liberare coloro che vengono catturati è sacrificare una capra. I Bhuiyars sostengono che se una bambina muore prima dei venti giorni di vita, diventa una Churel.
Nel Punjab, sebbene nessuno vi abbia mai assistito, alcune persone credono che se una persona muore a letto e dopo la morte non vengono fatti dei doni rituali, se è di sesso maschile il suo spirito diventa un Bhoot (fantasma), se di sesso femminile una Churel. 
I Kharwar ritengono che quando l'anima lascia il corpo diventa aria, ma se entra in contatto con una persona causa problemi. Nell'India occidentale, in particolare nel Gujarat, si crede che qualsiasi donna morta di morte innaturale possa trasformarsi in una Churel, nota anche come jakihn , jakhai , mukai , nagulai e alvantin. In origine si credeva che solo una donna di casta inferiore potesse trasformarsi in una Churel. 
Nel Bengala Occidentale e in Bangladesh, le Petni/Shakchunni si formano dalle anime di donne morte nubili o con desideri insoddisfatti. 

## Aspetto
La Churel è descritta come un essere orribile: ha seni cadenti, lingua nera e labbra spesse e ruvide, talvolta è raffigurata priva di bocca. Può avere un ventre prominente, mani ad artiglio e peli pubici lunghi ed ispidi. In alcune versioni, ha un volto suino con grandi zanne, o un volto simile a quello umano, ma con zanne affilate e capelli lunghi e selvaggi.  A volte la Churel viene anche rappresentata con un il corpo chiaro davanti e scuro dietro, ma sempre con piedi rivolti all'indietro.
La Churel può anche mutare la sua forma, assumere le sembianze di una giovane donna bellissima, con il capo coperto e una lanterna in mano, per ammaliare qualsiasi uomo che incontra.
Nella poesia Lalla Radha and the Churel assume la forma di una bella donna con occhi seducenti ma il suo aspetto è compromesso dai suoi piedi rivolti all'indietro.
Le Petni/Shakchunni del Bengala Occidentale e del Bangladesh indossano braccialetti tradizionali fatti di conchiglie (segno delle donne sposate) e sari rossi e bianchi. 

## Attività
Le Churel vengono spesso avvistate nei pressi di cimiteri, luoghi di cremazione, campi di battaglia abbandonati, sulle soglie delle case, negli incroci e nei bagni pubblici. Se una Churel è morta a causa di maltrattamenti da parte dei membri della famiglia, si vendica andando a cercare uno per uno i maschi della sua famiglia, iniziando dal più giovane, e prosciuga il loro sangue fino a farli invecchiare precocemente. Esauriti tutti i maschi della sua famiglia, passa ad altre vittime. Chiunque abbia visto una Churel può essere attaccato da una malattia mortale e coloro che rispondono alle sue chiamate notturne possono finire morti.
Nella poesia Lalla Radha and the Churel si racconta di un uomo che, nonostante gli avvertimenti di un sacerdote di tenersi lontano dagli alberi di fico sacro, dove viveva la Churel, si sarebbe recato ugualmente nei pressi dell'albero, e, sedotto dalla donna, mentre giaceva con lei, avrebbe visto il suo corpo consumarsi e indebolirsi, fino a morire in uno stato di estasi.  
Nel libro The Female Element in Indian Culture si afferma: "La Churel rincorre e cerca di possedere ogni uomo che incontra, perché, pare, il suo appetito carnale è rimasto insoddisfatto in vita". Si racconta inoltre che essa possieda le ragazze durante le danze, mandandole in trance.  
Secondo una leggenda persiana, quando i viaggiatori vedono le tracce di una Churel, cercano di fuggire dirigendosi nella direzione opposta, ma le impronte dei suoi piedi a rovescio li conducono inevitabilmente nella sua morsa. I Patari e i Majhwar pensano che lei porti le sue vittime sulle montagne e che l'unico modo per liberarle sia sacrificare una capra.
Talvolta la Churel prende di mira ragazzi non sposati, adolescenti, visitandoli di notte per giacere con loro. Se non li lascia in pace, questi diventano progressivamente più deboli fino a morire per unirsi a lei. Si dice anche che sia sempre in agguato per attaccare altre giovani madri. 
Nelle vesti di un'incantatrice, questa femme fatale si aggira lungo le strade alla ricerca di giovani uomini, seducendo i viaggiatori solitari affinché la accompagnino.  A volte li imprigiona nel suo rifugio nel cimitero, succhiando il loro sangue un po' alla volta. In alcune versioni della leggenda, si nutre del loro sperma. Si narra che una Churel possa tenere prigioniero un giovane fino a trasformarlo in un vecchio, oppure che possa sfruttarlo sessualmente finché non appassirà, morirà e si unirà al demone.  
Questa creatura demoniaca è inoltre associata ai vari racconti della Dea Madre e ai Rakshasi. Nella tradizione induista, si crede le Churel possano trasformarsi in dakini e servire la dea Kali, unendosi al lei nei suoi rituali di banchetti a base di carne e sangue umano.  

## Prevenzione e rimedi
Il modo migliore per evitare una Churel è impedirne la creazione, ad esempio prendendosi cura delle donne incinte perché non muoiano durante la gravidanza o il parto. Tuttavia, se una donna muore, la creazione di una Churel può ancora essere impedita con la messa in atto di misure precauzionali. Nella cultura Tamil i sacerdoti si riuniscono e la propiziano collettivamente con offerte, mentre in altri viene allestita una struttura simile a Stonehenge, utilizzata per allontanare lo spettro. 
In alcuni luoghi dell'India, il cadavere viene portato fuori dalla casa dalla porta laterale, invece che dalla porta principale, in modo che la defunta non riesca a rientrare in casa.  
Nelle regioni collinari, il luogo in cui è morta una donna incinta viene accuratamente raschiato e la terra rimossa. Si procede poi nella semina di senape, sparsa anche lungo il tragitto che conduce al luogo di sepoltura del cadavere. Si usa la senape perché questa pianta fiorisce nel mondo dei morti, il suo dolce profumo piace allo spirito e lo mantiene contento, così da non fargli desiderare ardentemente di tornare a visitare la sua casa terrena. Se la Churel si alza dalla sua tomba al calar della notte per cercare di tornare dai suoi amici, inoltre, viene distratta dai piccoli granelli di senape sparsi per terra; mentre cercherà di raccoglierli, scorrerà il tempo e all'alzarsi del sole non sarà in grado di raggiungere la sua casa. Questa storia suggerisce che la Churel di solito esce solo durante la notte. 
Alcune fonti affermano che può essere fermata solo da un Baiga, che può liberarla dagli spiriti maligni dopo che è stata sacrificata una capra. In una storia, un ragazzo ha raccontato di quando una Churel gli faceva visita e di come alcuni uomini, incaricati di preparare medicine a base di erbe e a recitare incantesimi contro il male, lo abbiano aiutato a sbarazzarsi della Churel, salvandogli la vita. 

### Tecniche di sepoltura per la prevenzione
La formazione di una Churel viene impedita seppellendo il cadavere di qualsiasi donna che potrebbe diventarlo, evitando la tradizionale cremazione indù. I riti e i rituali della sua sepoltura vengono eseguiti con la massima cura, accompagnati da canti e preghiere. 
Tra i diversi modi messi in atto nelle diverse regioni per impedire a una donna di trasformarsi in una Churel , vi è quello di riempire la tomba di spine e ammucchiare pesanti pietre sopra per impedire allo spirito maligno di uscire.  
I Gond del Mandla meridionale si proteggono dalle Churel "legando il cadavere di una donna che muore di parto con il bambino sopravvissuto".  Nelle regioni collinari dell'India, la donna morta viene unta con cinque prodotti ricavati da una mucca e vengono recitati dei versi. La sua bara viene bruciata e poi sepolta o gettata nel fiume. Altre tecniche includono inchiodare le quattro dita delle mani e dei piedi e legare insieme tutti i pollici e gli alluci con anelli di ferro, per poi piantare senape nel terreno in cui è morta. 
Presso gli Oraon, gli occhi delle Churel vengono cuciti con spine e le loro mani e gambe vengono spezzate. Vengono poi adagiate nella tomba con la faccia rivolta verso il basso mentre un guaritore spirituale segue il corpo fino al cimitero spargendo semi di senape e recitando preghiere. Anche i Bhumia fanno riposare le donne con la faccia rivolta verso il basso per impedir loro di tornare come Churel, mentre gli uomini vengono adagiati sulla schiena. 

## Nella cultura di massa
Tra gli autori che hanno scritto storie sulle Churel ci sono Rudyard Kipling, Humayun Ahmed, Rabindranath Tagore, Satyajit Ray e Sukumar Ray.  La Churel figura anche nella letteratura per ragazzi come Thakurmar Jhuli, una raccolta di racconti popolari e fiabe bengalesi, e nelle serie televisive. Nel film horror bengalese indiano Putuler Protishod (1998), una ragazza che viene assassinata dai suoceri ritorna come Churel per vendicarsi.
Il film originale Netflix Bulbbul (2020) è una rivisitazione di questa leggenda che fornisce un'origine romanzata della Churel. Senza rappresentarla come un'antagonista, questo film adotta un approccio più femminista narrando la storia da una prospettiva diversa.
Bhoot FM, un programma radiofonico in diretta trasmesso dal canale radiofonico del Bangladesh Radio Foorti 88.0 FM, era famoso per storie paranormali presumibilmente vere. In quel programma, persone provenienti da tutto il Paese chiamavano spesso per condividere le proprie storie di creature soprannaturali e ci sono state diverse testimonianze di Churels.